# BiotechPark Berlin-Buch

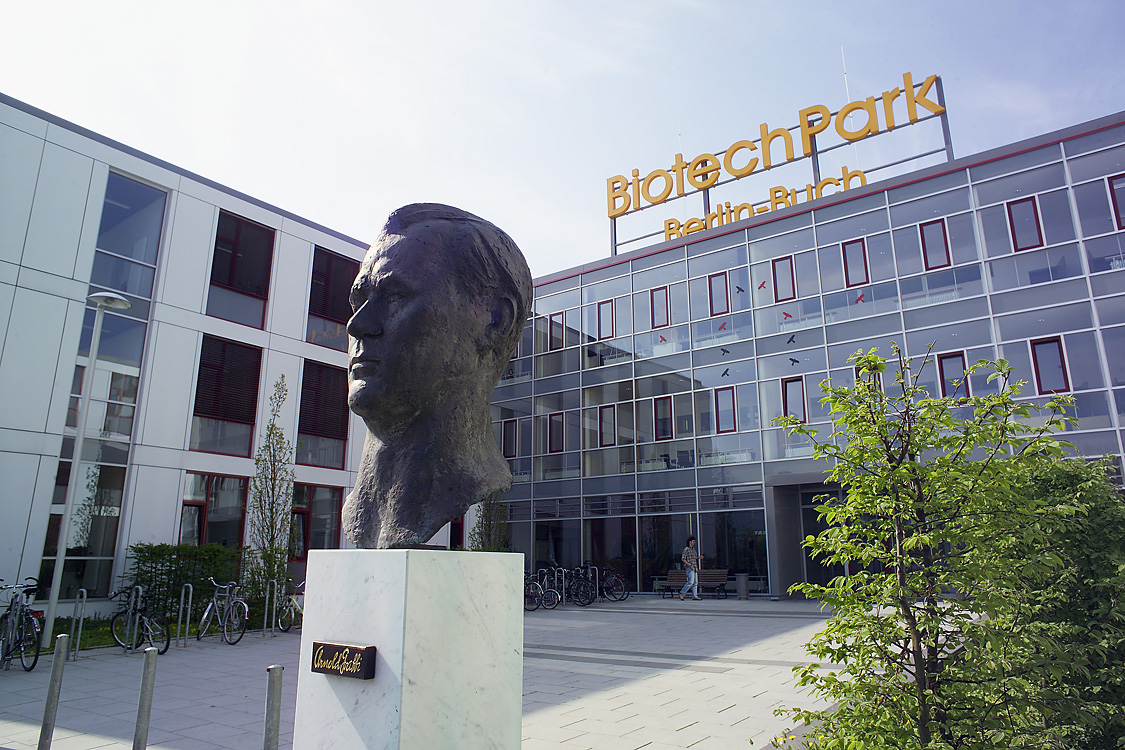
Der BiotechPark in Berlin-Buch

Der BiotechPark Berlin-Buch ist ein Technologiepark in Berlin. Mit rund 31.000 Quadratmetern Nutzfläche Fläche zählt er neben Heidelberg und Martinsried zu den größten Biotechnologieparks in Deutschland. Im BiotechPark befindet sich auch das Innovations- und Gründerzentrum des Campus Berlin-Buch. Start-ups werden hier branchenspezifische Labor- und Büroflächen geboten. Der BiotechPark wird von der „Campus Berlin-Buch GmbH“ betrieben. Der Umsatz liegt etwa bei 220 Millionen Euro im Jahr.
Die Themenschwerpunkte im BiotechPark liegen im Bereich Biotechnologie und Biomedizin. Hier stehen insbesondere die Entwicklung molekularer Diagnostika und Therapien, die Entwicklung neuer Medikamente, Innovationen in der Medizintechnik sowie Dienstleistungen für Forschungseinrichtungen und die Pharmaindustrie Klinische Entwicklungen, Gentechnik sowie Bioinformatik im Fokus. Weitere Schwerpunkte sind die Nanobiotechnologie und Medizintechnik. Ein neues Gründerzentrum „BerlinBioCube“ eröffnet 2023 mit zusätzlichen 8000 m² Labor- und Bürofläche im BiotechPark für Start-ups in den Life Sciences. Weitere Entwicklungsflächen für Firmen umfassen 9 Hektar.
Die Leistungen des BiotechParks bestehen insbesondere im Bereitstellen von branchenspezifischen Mietflächen – vor allem Labore und Büros – zu günstigen Konditionen mit hoher Flexibilität. Großer Wert wurde von der Betreibergesellschaft auf die räumliche Nähe zu Grundlagen- und klinischer Forschung sowie zu Einrichtungen klinischer Spezial- und Maximalversorgung gelegt. Der BiotechPark bietet Gründern und Unternehmen umfangreiche Dienstleistungs-, Infrastruktur- und Netzwerkangebote.

## Lage
Der BiotechPark ist Teil des Campus Berlin-Buch und befindet sich im Nordosten der Stadt, im Ortsteil Buch im Bezirk Pankow. Der Technologiepark ist durch den OPNV gut erschlossen und mit Bussen und S-Bahn gut zu erreichen.

## Geschichte
Der BiotechPark Berlin-Buch wird seit 1995 von der Campus Berlin-Buch GmbH ausgebaut entwickelt und hat sich zu einem der größten Technologieparks in Deutschland entwickelt. In den Ausbau und die Modernisierung der Campusinfrastruktur, der Gemeinschaftseinrichtungen des Campus und in den Biotechnologiepark sind bislang mehr als 600 Millionen Euro investiert worden. Die Fördermittel stammen aus der Gemeinschaftsaufgabe zur Verbesserung der regionalen Wirtschaftsstruktur (GA) und aus dem Europäischen Fonds für Regionale Entwicklung (EFRE).
Seit den 1990er Jahren haben auch die mittlerweile etwa 74 kleinen und mittelständischen Unternehmen rund 180 Millionen Euro investiert. Davon sind 53 im biomedizinischen Bereich tätig. Insgesamt beschäftigen die Unternehmen im BiotechPark rund 820 Mitarbeiterinnen und Mitarbeiter.